# 이장영
이장영(李長榮, 1955년 1월 15일 ~ , 대구)은 대한민국의 경제학자이자, 금융감독원 부원장 등을 역임한 경제부처 공직자이다.

## 학력
- 경북고등학교 졸업
- 서울대학교 경제학과 경제학 학사
- 뉴욕대학교 대학원 경제학 석사, 박사

## 약력
- 대외경제정책연구원 책임연구원
- 한국금융연구원 국제금융팀 연구위원
- 대통령자문 정책기획위원회 위원
- 국제통화기금 통화환율정책국 스태프 이코노미스트
- 한국금융연구원 연구조정실 실장
- 재정경제부 장관 자문관
- 감사원 경제금융특별보좌관
- 금융감독원 부원장보
- 금융감독원 부원장
- 한국금융연수원 원장
- 2015 ~ 2016 : 한국금융연구원 초빙 연구위원
- 2016.03 ~ 2020.03 : 롯데하이마트 사외이사
- KB증권 사외이사
- 2016.08 ~ : 김앤장 법률사무소 고문
- 2020.03 ~ : 롯데지주 사외이사
- 롯데지주 감사위원회 위원장
- 롯데지주 보상위원회 위원

## 참고 자료
- 이장영 네이버 인물검색
- 이장영 네이트 인물검색